# Rigensgade
Rigensgade er en gade i Indre By i København, der ligger mellem Sølvgade og Øster Voldgade. Rigen er en ældre form for riget, forstået som kongens samlede magtområde.

## Historie og bebyggelse
Både gaden og navnet stammer fra de første planer for bydelen Ny-København, der blev udarbejdet af generalinspektør Axel Urup i slutningen af 1640'erne. Det var tanken, at de nye gader i området skulle opkaldes efter kongelige titler, kongerigets områder og stænderne, men det gennemførtes kun delvist i praksis. Rigensgade anlagdes dog som planlagt i 1650.
Allerede i 1640 havde man imidlertid påbegyndt det storslåede kirkebyggeri Sankt Anna Rotunda, der kom til at ligge ved vestsiden af nye gade, omtrent udfor nuværende Fredericiagade. Byggeriet gik imidlertid i stå i 1648 og blev efterfølgende opgivet. I 1662 blev grunden overtaget af generalkvartermester Henrik Ruse, der i stedet opførte Østergaard på stedet, hvor han boede frem til 1669. Herefter fungere det en kort overgang som hjem og laboratorium for en italiensk guldmager, hvilket gav komplekset navnet Guldhuset. I 1677 fungere det som lazaret i forbindelse med den skånske krig. Fra 1685 blev den klædefabrik, der dog med tiden kom i så dårlig stand, at den måtte nedrives og erstattes af en ny i 1777. Fra 1809 til 1928 fungerede bygningen som Garnisonshospitalet, nu med øgenavnet Grødslottet. Efterfølgende har den huset forskellige andre funktioner, blandt andet kontorer.
En anden markant bygning er metodistkirken Jerusalemskirken på hjørnet af Stokhusgade. Her havde Nyboder Materielgård ligget frem til 1799 og efterfølgende Søetatens Sejldugsfabrik frem til 1849, hvorefter dets bygning blev revet ned. I stedet opførte Ferdinand Vilhelm Jensen kirken i 1864-1865 i en stil inspireret af den italienske middelalder. Kirken brændte i 1914 men blev genopført i et let ændret form af Jens Christian Kofoed.
Den modsatte side af gaden var og er af blandet karakter. Noget er af ældre dato som Enkedronning Caroline Amalies Asyl, hvis bygning stod klar i 1866. Andet er af nyere dato, som Erik Møllers dobbeltlænger Rosengården fra 1970'erne omkring Rosengade, hvis gavle vender ud mod Rigensgade. Fra samme tid stammer også Ib og Jørgen Rasmussens Kaysergården ved Gernersgade, der er tydeligt inspirerede af det tilstødende kvarter Nyboder.